# Pamiat Azova
Pamiat Azova var en panserkrydser, der gjorde tjeneste i Den kejserlige russiske flåde. Hun var bygget til at jage fjendtlige handelsskibe på de store have, og derfor fastholdt russerne (i modsætning til England og Frankrig) en omfattende rigning på skibet, så der kunne bruges sejl som supplement for skibets store kulbeholdning. Skibets navn betyder "Til minde om Azov", og henviser til byen Azov, der blev erobret fra osmannerne i flere omgange, mest spektakulært ved et slag i 1696.

## Tjeneste
Pamiat Azova var tilknyttet Østersøflåden, men blev kendt i offentligheden, da den i 1890-91 sejlede jorden rundt med tronfølgeren, den senere zar Nikolaj 2. af Rusland om bord. Fra 1893 til 1900 gjorde Pamiat Azova tjeneste i Fjernøsten med base i Vladivostok. I 1904 fik skibet nyt maskineri, og kunne herefter præstere en fart på 16 knob. I 1906 udbrød der et mislykket mytteri på skibet, mens det lå i havnen Reval (Tallinn). Derefter blev hun overført til reserven. I 1909 blev skibet omdøbt til Dvina, og gjorde herefter tjeneste som depotskib. Dvina blev sænket af den engelske motortorpedobåd CMB79 ved Kronstadt i august 1919, under De Allieredes intervention i den russiske borgerkrig.